# Haplostichanthus novoguineensis
Haplostichanthus novoguineensis är en kirimojaväxtart som beskrevs av Hiroshi Okada. Haplostichanthus novoguineensis ingår i släktet Haplostichanthus och familjen kirimojaväxter. Inga underarter finns listade i Catalogue of Life.